# Softphone.Pro
Softphone.Pro – приложение-софтфон для платформ Windows и macOS, которое можно использовать с любыми операторами IP-телефонии. Предназначено для использование в колл-центрах и рассчитано на обработку большого объема телефонных звонков.
Softphone.Pro использует протокол SIP для совершения звонков. Звонки могут совершаться только через выделенный SIP-сервер, режим p2p звонков между пользователями без участия сервера не поддерживается. Медиапотоки передаются с использованием протокола RTP и могут быть зашифрованы посредством SRTP.

## Описание
В 2017 году компанией Ведисофт была выпущена первая версия Softphone.Pro с поддержкой 1 линии и возможностями интеграции. Затем были добавлены журнал звонков и возможность интеграции с другими сервисами и приложениями.
В 2018 году вышла версия для macOS, а интерфейс был переведён на 3 языка: английский, испанский и португальский.
В 2019 году была выпущена третья версия с поддержкой нескольких одновременных разговоров и конференций. Также были добавлены интеграции со всеми популярными западными CRM и Helpdesk-системами, поддержка профессиональных гарнитур Jabra и Plantronics.
В 2020 году вышла четвертая версия программы. Ключевые нововведения — механизмы контроля работы оператора: запись экрана, фото оператора, возможность ограничивать время постобработки звонка.
В 2022 году появилось 5 поколение программы.

## Характеристики
Протоколы – SIP, STUN, ICE, TURN. Шифрование – TLS, SRTP.
Основные возможности: голосовые звонки, быстрый и консультативный переводы, звонок-конференция, состояние абонента (BLF), запись звонка, звонок по клику, карточка клиента, проигрывание записанного сообщения, авто-ответ на входящий, режим постобработки, произвольные статусы, общая телефонная книга XML, синхронизация с Google Contacts , удаленная настройка (provisioning), онлайн панель и отчёты.
В версии 4.3 поддерживается видеоконференция с 6 участниками. Также в Softphone.Pro доступна онлайн-статистика звонков, включающая разнообразные диаграммы и отчеты, журналы звонков, с возможностью прослушивания разговоров.
Начиная с версии 4.11, в Softphone.Pro доступна встроенная интеграция с 1С.
Softphone.Pro используется колл-центрами в 70 странах мира. Интерфейс приложения доступен на 16 языках: русском, английском, голландском, греческом, датском, испанском, итальянском, немецкий, польском, португальском, румынском, турецком, узбекском, украинском, французском, чешском.